# Гражданская оборона в Финляндии

Знак убежища гражданской обороны Финлянди

Гражданская оборона в Финляндии (фин. väestönsuojelu) осуществляется под руководством Министерства внутренних дел Финляндии в соответствии с Законом о гражданской обороне 1958 года (фин. Väestönsuojelulaki). Основной задачей является защита населения и имущества как в военное, так и в мирное время.

## Организация гражданской обороны в Финляндии
Согласно закону, Министерство внутренних дел отвечает за строительство защитных укрытий в районах повышенного риска, эвакуацию гражданского населения из угрожаемых зон, а также за минимизацию ущерба от стихийных бедствий. Министерство делегирует реализацию государственной политики в области гражданской обороны региональным и муниципальным органам власти, которые действуют через местные советы по гражданской обороне. Руководство на местах осуществляется из более чем 100 центров гражданской обороны, распределённых по всей территории страны. К числу негосударственных организаций, активно участвующих в гражданской обороне, относятся Финский Красный Крест (фин. Suomen Punainen Risti) и Служб спасения. В случае необходимости к мероприятиям гражданской обороны привлекаются также сотрудники полиции. В городах Финляндии действует система оповещения населения о возможных воздушных налётах или иных угрозах. В чрезвычайных ситуациях инструкции передаются через обычные средства массовой информации. Система раннего оповещения гражданской обороны интегрирована с национальной системой военного радиолокационного наблюдения за воздушным пространством.

## Бомбоубежища Финляндии
Строительство защитных укрытий в Финляндии регулируется Законом о спасательной службе и Постановлением о проведении спасательных работ. Укрытие гражданской обороны (фин. väestönsuoja) должно быть построено в здании или комплексе зданий, если их общая площадь превышает 1 200 м². Площадь укрытия должна составлять не менее двух процентов от общей площади здания и при этом быть не менее 12 м². Кроме того, должны быть предусмотрены соответствующие вспомогательные помещения. Вместимость укрытия рассчитывается из пропорции: один человек на 0,75 эффективных квадратных метров площади укрытия.
В Финляндии насчитывается около 50 500 защитных укрытий, которые способны вместить примерно 4,8 миллиона человек. Эти укрытия расположены преимущественно в крупных городах. Больше всего мест в укрытиях — в Хельсинки, где их на 34 % больше, чем численность населения города. На втором месте — зона благосостояния Вантаа и Керава, где количество мест превышает численность населения на 13 %. В регионах Пирканмаа и Западной Уусимаа число мест примерно соответствует численности населения. Наименьшее соотношение укрытий к численности населения отмечается в Южной Остроботнии, где мест хватает лишь для 48 % жителей.

### История
С 1954 года убежища гражданской обороны в Финляндии предназначались для защиты от обрушений зданий, осколков и боевых отравляющих веществ. В них устанавливались газонепроницаемые стальные двери толщиной 3 см, но без обязательных вентиляционных устройств. С 1959 года, для убежищ класса C вводились усиленные стальные двери толщиной не менее 20 мм, а в оснащение добавлялась ручная вентиляция с песчаным фильтром. С 1963 года в убежищах классов B и C кроме песчаного фильтра стали использовать также фильтры тонкой очистки, включавшие секции для улавливания частиц и газов. До 1971 года построенные убежища обычно оснащались только песчаными или песчано-угольными фильтрами. После вступления в силу нового законодательства в 1971 году, новые убежища стали оборудовать современными вентиляционными системами. В настоящее время около 85 % финских защитных укрытий были построены после 1971 года.

### Структура защитных сооружений

#### Классы укрытий
Современные гражданские убежища в Финляндии подразделяются на классы K, S1, S3 и S6:
- K‑класс — облегчённые укрытия для таунхаусов и малоэтажек, могут быть выполнены из стали или железобетона.
- S1‑класс — стандартные укрытия для многоквартирных домов, строятся из железобетона.
- S3‑класс — тяжёлые железобетонные или облегчённые горные укрытия.
- S6‑класс — крупные горные укрытия, рассчитанные на 1 бар (≈6 атм) взрывной нагрузки — значительно выше ожидаемой при воздушном ядерном взрыве[8].

Усиление горных укрытий осуществляется торкрет‑бетоном (распылённый бетон): толщина должна быть не менее 60 мм на потолке и не менее 40 мм на стенах .
Размеры укрытий ограничены — все защитные сооружения проектируются так, чтобы учитывать вероятность попадания: крупные укрытия требуют повышенной прочности и меньших максимальных размеров.

#### Защитные объекты и зоны контроля
До 2011 года Министерство внутренних дел Финляндии определяло особо важные объекты (фин. suojelukohteet), которые вследствие стратегической значимости и угроз могли стать приоритетными целями. К таким относятся крупнейшие города и транспортные узлы. В регионе Уусимаа к ним относились Эспоо, Хельсинки, Хювинкяа, Ярвенпяя, Кауниайнен, Ловииса, Порвоо и Вантаа.
Все остальные укрытия отнесены к зонам мониторинга — менее приоритетным.

#### Оснащение финских гражданских укрытий
Согласно финскому законодательству, все защитные укрытия предполагается защитить от газовых атак и ядовитых осадков после ядерного взрыва. Поэтому в них обязательно устанавливаются системы вентиляции с фильтрами, способные блокировать радиоактивные аэрозоли, биологические и химические загрязнители. Кроме того, в убежище имеется одно или несколько устройств вентиляции как ручного, так и электрического привода с фильтрами, стационарная телефонная линия, по крайней мере один аварийный выход, сухие туалеты, резервуары с водой, дозиметр, инструменты для расчистки завалов, противопожарное оборудование и средства первой помощи. Комплектация определяется законодательно. Согласно закону, для каждого убежища должен быть назначен ответственный по обслуживанию, а также, при необходимости, его заместитель. От них ожидается прохождение специального курса подготовки. В крупнейших скальных убежищах также имеются резервные генераторы и собственная скважина, что позволяет функционировать в течение нескольких недель без внешнего электроснабжения и водоснабжения.

### Полный перечень оборудования
| Предметы                              |
| ------------------------------------- |
| 1 шт. молоток путевой                 |
| 1 шт. болторез                        |
| 1 шт. зубило                          |
| 1 шт. гидравлический резак            |
| 1 шт. резцовый топор                  |
| 1 шт. полевая лопата                  |
| 1 шт. монтировка                      |
| 1 шт. ручная пила                     |
| 1 шт. пила по металлу + 5 лезвий      |
| 1 шт. разводной ключ                  |
| 1 шт. молоток                         |
| 1 шт. плоская отвёртка                |
| 1 шт. крестовая отвёртка              |
| 1 шт. нож                             |
| 1 шт. спасательный канат 20 м         |
| 2 кг гвоздей                          |
| 1 шт. носилки                         |
| 1 шт. лом                             |
| 1 шт. комплект маркировочных знаков   |
| 2 шт. ручных фонарей                  |
| 1 шт. ранцевый пожарный насос         |
| 1 шт. средство для хранения воды      |
| йодные таблетки (2 табл. на человека) |
| 1 шт. дозиметр                        |

#### Использование и обслуживание в мирное время
Укрытия гражданской защиты часто используются в мирное время в качестве складов или спортивных помещений.
Укрытие должно быть приведено в готовность в течение 72 часов. За это время необходимо демонтировать возможные дополнительные конструкции, установленные в обычных условиях, и удалить лишние предметы, установить необходимые перегородки, проверить люки аварийных выходов и убедиться в герметичности укрытия и исправности оборудования. Рекомендуется также проводить ежегодную проверку укрытий. Ответственность за техническое обслуживание укрытия лежит на собственнике недвижимости. Испытание укрытия на герметичность и избыточное давление должно проводиться каждые 10 лет. Рекомендуется, чтобы уполномоченное лицо от объекта ежегодно проверяло и приводило в действие, например, обратный клапан канализации (открытие/закрытие), а также дважды включало оборудование укрытия на примерно 10 минут. Дополнительно следует визуально осмотреть состояние конструкций и оборудования, таких как двери, уплотнители, клапаны избыточного давления, манометры, а также проверить, надлежащим ли образом хранятся и обслуживаются остальные средства и оснащение укрытия.
Согласно закону о спасательной службе, принятому в 2011 году, порогом по общей площади стали 1200 квадратных метров для жилых, рабочих или иных зданий постоянного пребывания, и 1500 квадратных метров для промышленных, производственных, складских и общественных зданий или их комплексов.